# Fóthy Edit
Fóthy Edit (névváltozataː Fóti; Budapest, 1926. június 10. –) Jászai Mari-díjas magyar színésznő, bábművész. 

## Életpályája
1943-1947 között a Színművészeti Főiskola hallgatója volt. 1953-tól az Állami Faluszínháznál töltött egy évadot. 1954-1956 között a Pécsi Nemzeti Színház tagja volt. 1956-tól 35 éven át az Állami Bábszínház művésze volt.

## Fontosabb színházi szerepei
- Balog Gyuszi (Török S.: Csili Csala csodái)
- Mama (Csajkovszkij: Diótörő)
- Kirké, Kasszandra (Horgas B.: Odüsszeusz, a tengerek vándora)
- Hermia (Shakespeare: Szentivánéji álom)
- Stella Tramble  (Bazilevszkij: Amerikai tragédia)
- Shirley Blair (Mona Brand: Hamilton család)

## Filmes és televíziós szerepei
- Nyúl cilinderben (1982)
- Tévé-ovi (1972)

## Díjai és kitüntetései
- Jászai Mari-díj (1982)